# 阪急阪神エクスプレス
株式会社阪急阪神エクスプレス（はんきゅうはんしんエクスプレス、英: HANKYU HANSHIN EXPRESS Co., Ltd.）は、大阪市北区梅田に本社を置く、阪急阪神東宝グループの大手国際航空貨物フォワーダーである。阪急阪神ホールディングスの中核事業会社の1社である。

## 歴史・概要

### 創業から電鉄会社からの分離・独立まで
1948年（昭和23年）2月22日に阪急電鉄が代理店部を設立して航空代理店業務を開始し、同年11月に阪神電気鉄道が航空代理店の業務開始したのが始まりである。
1949年（昭和24年）に阪急電鉄が大阪税関・横浜税関での税関貨物取扱人（現在の通関業者に相当）免許を取得し、阪神電気鉄道も1950年（昭和25年）に大阪税関、1952年（昭和27年）に東京税関について同免許を取得し、1957年（昭和32年）には両社共に航空貨物混載仕立会社を設立してグループ混載に参画した。
1960年（昭和35年）10月5日に阪急電鉄の代理店部が分社化し株式会社阪急国際交通社が設立され、1962年（昭和37年）4月に初代株式会社阪急交通社を吸収合併して2代目株式会社阪急交通社と社名を変更し、その後は2代目株式会社阪急交通社が事業を行っていた。
もう一方の阪神電気鉄道グループは電鉄会社本体の航空営業部で事業を続けていたが、1999年（平成11年）10月に阪神電気鉄道が国際航空貨物取扱業を阪神エアカーゴ株式会社に営業譲渡して分離独立した。

### 経営統合とその後の展開
村上ファンドの電撃的な阪神株買い占めへの対抗策として行われた阪急ホールディングスによる株式の公開買い付けを経て、2006年（平成18年）10月1日に親会社であった阪神電気鉄道が阪急ホールディングスと経営統合したことを受け、阪急阪神ホールディングスの傘下に入った。
同じ阪急阪神ホールディングスの傘下に入ったことに伴い、阪神エアカーゴ株式会社と2代目株式会社阪急交通社の間で相互に輸出貨物の共同混載を始め、2008年（平成20年）1月に2代目株式会社阪急交通社が関西国際空港に建設した物流施設を阪神エアカーゴ株式会社も共同利用し、2代目株式会社阪急交通社も阪神エアカーゴ株式会社が新東京国際空港の近隣に建設した物流施設を共同使用するなど業務統合による経費削減が進められた。
2008年（平成20年）4月1日に2代目株式会社阪急交通社が中間持株会社阪急阪神交通社ホールディングスとなり、2代目株式会社阪急交通社の国際輸送部門を株式会社阪急エクスプレスが継承し、阪神エアカーゴ株式会社と共に阪急阪神交通社ホールディングスの傘下に入った。
2008年（平成20年）10月1日に阪神エアカーゴ株式会社と株式会社阪急エクスプレスが共同出資して設立した初の海外現地法人がベトナムで事業を開始し、2009年（平成21年）7月1日付で阪急国際貨運(北京)を阪急阪神国際貨運代理(北京)へ社名変更して新規設立以外では初めて海外での事業を統合するなど海外拠点の統合も進められていった。
2009年（平成21年）10月1日に阪神エアカーゴ株式会社が株式会社阪急エクスプレスを吸収合併して株式会社阪急阪神エクスプレスとなった。
この合併の際には、阪神エアカーゴ株式会社に住友商事が出資していた15%の株式に対して、上場している阪急阪神ホールディングスの普通株式を対価とした株式交換(三角株式交換)を行って阪急阪神交通社ホールディングスの完全子会社とした後、合併することになったため、同年8月21日に阪急阪神交通社ホールディングスが阪急阪神ホールディングスから第三者割り当て増資で株式を取得し、その株式を用いて住友商事と株式交換を行う形が採られた。
世界各地に現地法人や駐在員事務所を置いており、現地法人数は17法人、駐在員事務所も含めた展開国は23カ国を数える。
阪急阪神ホールディングスグループ内における旅行・国際運送事業の見直しにより、中間持株会社制度を廃して阪急交通社と阪急阪神エクスプレスを直接の子会社とすることとなり、2013年4月1日をもって親会社の阪急阪神交通社ホールディングスを吸収合併している。
1950年頃、在日米軍家族のペット輸出入手続きをサポートしたのを機に国内の動物園や水族館における動物輸送並びに輸出入手続きにも取り組んでおり、一例として、佐渡トキ保護センター（新潟県）で飼育しているトキや上野動物園（東京都）と神戸市立王子動物園で飼育しているジャイアントパンダの中華人民共和国の飼育施設間の輸送などがある。

## 沿革
- 1948年（昭和23年）
  - 2月22日 - 阪急電鉄内で航空代理店の業務開始
  - 4月7日 - 日本初の海外企業との航空輸送業務提携（パンナム）
  - 6月20日 - IATA（国際航空運送協会）から貨物取扱代理店認可（日本初）
  - 11月 - 阪神電気鉄道内で航空代理店の業務開始[5]
- 1960年（昭和35年）10月5日 - 阪急電鉄より分社化し株式会社阪急国際交通社を設立
- 1961年（昭和36年）1月1日 - 阪急国際交通社としての営業を開始
- 1962年（昭和37年）4月1日 - 株式会社阪急国際交通社が姉妹会社の初代阪急交通社を吸収合併し、同年4月2日に2代目株式会社阪急交通社に社名変更。
- 1971年（昭和46年）10月 - 上野動物園のパンダ「ランラン」「カンカン」の通関、地上輸送を担当[17]
- 1999年（平成11年）
  - 4月 - 阪急カーゴサービス設立（阪急国内空輸と東西エキスプレスが合併し改称。阪急阪神ロジパートナーズの前身）
  - 5月12日 - 阪神エアカーゴ設立
  - 10月 - 阪神電気鉄道の国際航空貨物取扱業を阪神エアカーゴに営業譲渡[5]
- 2005年（平成17年）4月1日 - 阪急電鉄グループの再編により阪急ホールディングス株式会社の傘下に入る。
- 2005年（平成17年）11月 - センコー株式会社（本社：大阪市）と2代目株式会社阪急交通社が物流事業に関する業務提携
- 2008年（平成20年）4月1日- 2代目株式会社阪急交通社が中間持株会社阪急阪神交通社ホールディングスへ再編され[10]、会社分割により旧阪急交通社の国際輸送事業を承継し[11]、阪急エクスプレスが発足し、阪神エアカーゴと共に阪急阪神交通社ホールディングスの子会社化[12]。
- 2009年（平成21年）10月1日 - 阪神エアカーゴと阪急エクスプレスが統合（前者が存続会社）、株式会社阪急阪神エクスプレスとして発足[15]。
- 2013年（平成25年）4月1日 - 阪急阪神交通社ホールディングスを吸収合併し、阪急阪神ホールディングスの直接の子会社となる。
- 2018年（平成30年）1月22日 - 親会社の阪急阪神ホールディングスと共に、セイノーホールディングスと資本業務提携[19]。2018年4月1日に実施する予定の第三者割当増資をセイノーホールディングスが全額引き受けることにより、当社の普通株式（持株比率は34%）をセイノーホールディングスが取得する。

## 阪急阪神エクスプレスグループ
- 株式会社阪急阪神ロジパートナーズ

## 海外現地法人

### 米州
- Hankyu Hanshin Express (USA) Inc.
イリノイ州シカゴ近郊のイタスカに本社を置く。アメリカ合衆国内13支店とカナダ（トロント事務所）、ブラジル（サンパウロ事務所）を管理・統括する。

- Hankyu Hanshin Express Mexico S.A.DE C.V.
メキシコシティに本社を置く。

### 欧州・中近東・アフリカ（EMEA）
- Hankyu Hanshin Express (Deutschland) GmBH
ドイツ・フランクフルトに本社、デュッセルドルフに支店を置く。ドイツのほか、隣国チェコのプラハ支店も管轄している。
- Hankyu Hanshin Express (UK) Ltd.
イギリス・ロンドンに本社を置く。商号が示す通り、イギリスを管轄している。
- Hankyu Hanshin Express (Netherlands) B.V.
オランダ・アムステルダム近郊のスキポールに本社、ロッテルダムに支店を置く。阪急阪神エクスプレスの営業所一覧表では「アムステルダム本社」として扱われている。オランダの他にベルギー（ブリュッセル支店）、フランス（パリ支店）も管轄している。

この他にミラノ、ウィーン、モスクワ、ドバイ、ヨハネスブルグ、ナイロビに海外駐在員事務所を置いている。

### 中国本土
- Hankyu Hanshin Express（Beijing）Co.,Ltd.
商号が示す通り、北京に本社を置く。天津市（直轄市）、大連・瀋陽（ともに遼寧省）、青島（青島流亭国際空港にも営業所を置く）・煙台市（ともに山東省）、唐山（河北省）の各支店を管轄する。
- Hankyu Hanshin Sinotrans International Transport Co.,Ltd.
商号の“Sinotrans”が示す通りシノトランス（中外運）社との合弁企業で、上海に本社を置く。漢字表記では「中外運阪急阪神国際貨運」。浦東空港や蘇州・無錫（ともに江蘇省）の各支店を管轄し、航空貨物分野を担当していた[20]。2011年12月31日をもって中外運との合弁契約が満了することから、2012年1月1日より、従来は海上貨物・国内輸送・国内倉庫業務を担当していた下掲の“Hankyu Hanshin International Logistics （Shanghai）Co.,Ltd.”に業務を移管し、再編される予定である[20]。ただし、現在でも営業所一覧表には社名が掲載されている。
- Hankyu Hanshin International Logistics （Shanghai）Co.,Ltd.
商号が示す通り、上海に本社を置く。漢字表記では「阪急阪神国際物流（上海）」。現在は蘇州にある支店を管轄し、保税区倉庫業務を展開する。
- Hankyu Hanshin Express (Shanghai) Co.,Ltd.
商号の通り、上海に本社を置く。漢字表記では「阪急阪神国際貨運（上海）」。重慶（直轄市）や武漢（湖北省）、寧波・杭州（ともに浙江省）、南京（江蘇省）、成都（四川省）の支店を管轄する。上記の通り、従来は海上貨物・国内輸送・国内倉庫業務の3業務を担当し、航空貨物分野については“Hankyu Hanshin Sinotrans International Transport Co.,Ltd.”が担当していたが、2012年1月1日より同分野についても当社に移管される予定である[20]。
- Hankyu Hanshin Express（Guangzhou）Ltd.
商号の通り、広州に本社を置く。東莞・深?（ともに広東省）、福州・廈門（ともに福建省）にある支店を管轄する。

### 香港
- Hankyu Hanshin Express（Hong Kong）Ltd.
商号の通り香港に本社を置き、同地を管轄する。本社は九龍にあり、さらに新界の沙田に支店を置いている。

### 台湾
- Hankyu Hanshin Express（Taiwan）Ltd．
商号の通り台湾を管轄する現地法人。本社は台北にあり、台北空港（台湾桃園国際空港、C.K.S. Airport）、高雄、台中に支店を置く。

### ASEAN（東南アジア）地域・インド
- Hankyu Hanshin Express（Thailand）Co.,Ltd.
タイの現地法人。バンコクに本社を置き、他にスワンナプーム国際空港、チェンマイ、レムチャバン港に支店・営業所を置く。
- Hankyu Hanshin Express（Malaysia）SDN. BHD.
マレーシアの現地法人。クアラルンプールに本社を置き、他にクアラルンプール国際空港、バターワース・バヤン・レパス[注釈 1]（ペナン州）、ジョホールバル（ジョホール州）、パシルグダン、クラン港（スランゴール州）に支店を置く。
- Hankyu Hanshin Express（Singapore）PTE. Ltd.
シンガポールの現地法人。本社には営業部門のみが置かれ、航空貨物部門、海上貨物・倉庫部門の2グループはそれぞれ別の場所に置かれている。
- Hankyu Hanshin Express Philippines Inc.
フィリピンの現地法人。マニラに本社を置き、セブに支店がある。
- PT．Hankyu Hanshin Express Indonesia
インドネシアの現地法人。ジャカルタに本社を置き、スカルノハッタ国際空港に支店がある。
- Hankyu Hanshin Express (Vietnam) Co.,Ltd. 
ベトナムの現地法人。ハノイに本社を置き、ホーチミンに支店がある。ハイフォン、ノイバイ国際空港、ドンナイ、ビンズオン、ダナンに営業所がある。
- Hankyu Hanshin Express India Private Ltd.
インドの現地法人。デリーに本社を置き、チェンナイに支店が、ムンバイとバンガロールには営業所がある。
- Hankyu Hanshin Express (Myanmar) Co., Ltd.
ミャンマーの現地法人。ヤンゴンに本社を置く。

この他にプノンペンに海外駐在員事務所を置いている。

### 韓国
- Hankyu Hanshin Express（Korea）Co.,Ltd.
韓国の現地法人。ソウルに本社を置き、仁川（仁川国際空港内）、釜山、富川に支店がある。